# Karl Friedrich Emil Bönisch

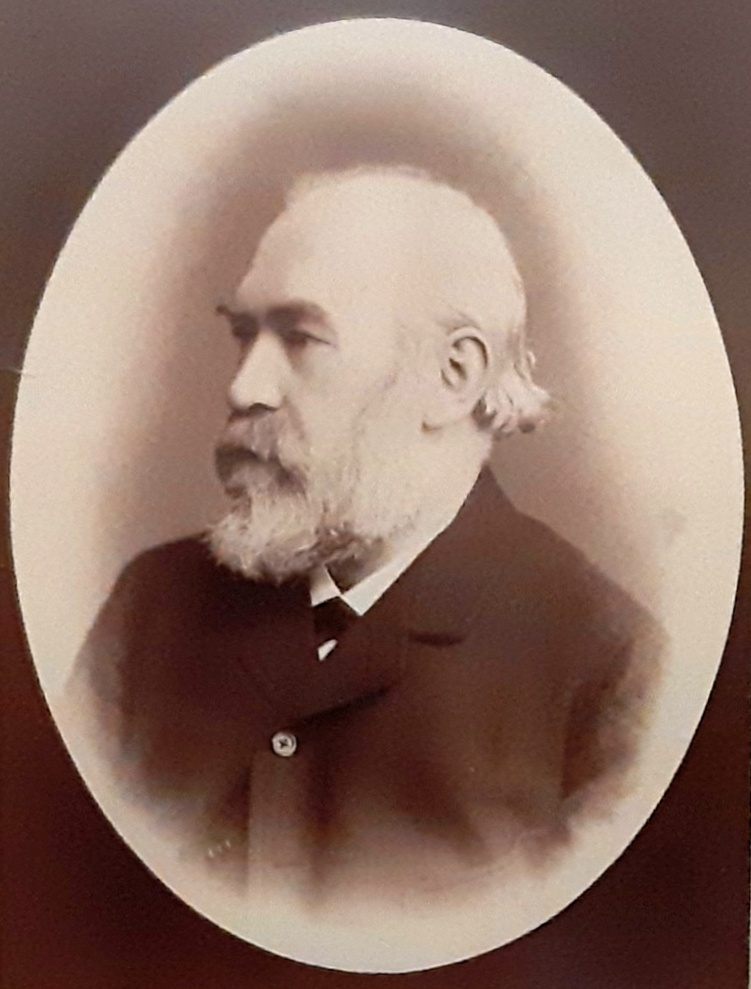
Bönisch um 1880

Karl Friedrich Emil Bönisch (* 27. Februar 1832 in Neukirch (bei Königsbrück); † 9. November 1894 in Dresden) war ein deutscher Jurist und Politiker.

## Leben
Als Sohn eines Kirchschullehrers geboren, studierte Bönisch nach dem Besuch des Gymnasiums in Bautzen Rechtswissenschaften in Leipzig. Während seines Studiums wurde er 1850 Mitglied der Burschenschaft Violetta Leipzig. Ab 1856 arbeitete er in der Gemeindeverwaltung und war bis 1863 Rechtsaktuar in Chemnitz, bis 1871 besoldetes Ratsmitglied und dann bis 1885 besoldeter Stadtrat in Dresden, wo er im Anschluss Zweiter Bürgermeister wurde und das Finanzamt verwaltete. 1875 bis 1894 gehörte er als Abgeordneter der Deutschen Fortschrittspartei (DFP) der Zweiten Kammer des Sächsischen Landtages an. 1894 ging er in den Ruhestand.
Nach ihm wurde der Bönischplatz in der Johannstadt benannt. Er wurde auf dem Trinitatisfriedhof bestattet.